# Sonic Bullets: 13 from the Hip
Sonic Bullets: 13 from the Hip je treći studijski album hrvatske skupine, The Bambi Molesters, objavljen 2001. godine. 

## Popis pjesama
| Sonic Bullets: 13 from the Hip | Sonic Bullets: 13 from the Hip                           | Sonic Bullets: 13 from the Hip | Sonic Bullets: 13 from the Hip | Sonic Bullets: 13 from the Hip | Sonic Bullets: 13 from the Hip | Sonic Bullets: 13 from the Hip | Sonic Bullets: 13 from the Hip | Sonic Bullets: 13 from the Hip | Sonic Bullets: 13 from the Hip |
| Br.                            | Skladba                                                  | Autor                          | Trajanje                       |                                |                                |                                |                                |                                |                                |
| ------------------------------ | -------------------------------------------------------- | ------------------------------ | ------------------------------ | ------------------------------ | ------------------------------ | ------------------------------ | ------------------------------ | ------------------------------ | ------------------------------ |
| 1.                             | »Theme from Slaying Beauty«                              | Dalibor Pavičić                | 3:51                           |                                |                                |                                |                                |                                |                                |
| 2.                             | »Malagueña«                                              | Ernesto Lecuona                | 2:58                           |                                |                                |                                |                                |                                |                                |
| 3.                             | »Corazón del Loco Jorge« (ft. Eduardo "Speedo" Martinez) | Pavičić                        | 4:36                           |                                |                                |                                |                                |                                |                                |
| 4.                             | »Ice & Pinewood Trees« (ft. Chris Eckman)                | Pavičić, Dinko Tomljanović     | 3:08                           |                                |                                |                                |                                |                                |                                |
| 5.                             | »Last Ride«                                              | Pavičić                        | 3:12                           |                                |                                |                                |                                |                                |                                |
| 6.                             | »Bubble Bath«                                            | Pavičić                        | 2:04                           |                                |                                |                                |                                |                                |                                |
| 7.                             | »Bombora«                                                | Larry Weed                     | 2:06                           |                                |                                |                                |                                |                                |                                |
| 8.                             | »Tremble & Shake«                                        | Pavičić, Art Bourasseau        | 2:39                           |                                |                                |                                |                                |                                |                                |
| 9.                             | »Baia«                                                   | Ary Barroso                    | 2:58                           |                                |                                |                                |                                |                                |                                |
| 10.                            | »Farewell Malasaña«                                      | Pavičić                        | 4:52                           |                                |                                |                                |                                |                                |                                |
| 11.                            | »Final Wave for the Day«                                 | Pavičić                        | 2:24                           |                                |                                |                                |                                |                                |                                |
| 12.                            | »Double Danger«                                          | Pavičić                        | 3:38                           |                                |                                |                                |                                |                                |                                |
| 13.                            | »Chaotica«                                               | Pavičić                        | 5:12                           |                                |                                |                                |                                |                                |                                |
| 43:38                          |                                                          |                                |                                |                                |                                |                                |                                |                                |                                |

## Produkcija
- Edi Cukerić – producent
- Davor Varga, Silvije Varga – izvršni producenti
- Ed Brooks – mastering
- Ivica Baričević – dizajn
- Krešo Nilić – fotografija

The Bambi Molesters
- Dalibor Pavičić – gitara
- Dinko Tomljanović – gitara, teremin
- Lada Furlan – bas-gitara, vokal
- Hrvoje Zaborac – bubnjevi

Dodatni glazbenici
- Borna Šercar – udaraljke
- Peter Buck – gitara, bas-gitara
- Chris Eckman – vokal, akustična gitara
- Scott McCaughey – klavir, orgulje, harmonika, vibrafon
- Eduardo "Speedo" Martinez – vokal
- Terry Lee Hale – vokal
- Tomo – gitara

## Povijest objave
| Područje | Datum | Format(i)      | Izdavač(i)           |
| -------- | ----- | -------------- | -------------------- |
| Hrvatska | 2001. | kazeta, CD     | Dancing Bear         |
| UK       | 2002. | CD             | Big Beat Records     |
| Hrvatska | 2002. | LP             | Dancing Bear         |
| Europa   | 2005. | CD             | Warner Music Austria |
| Hrvatska | 2013. | LP (reizdanje) | Dancing Bear         |